# Итилиэн

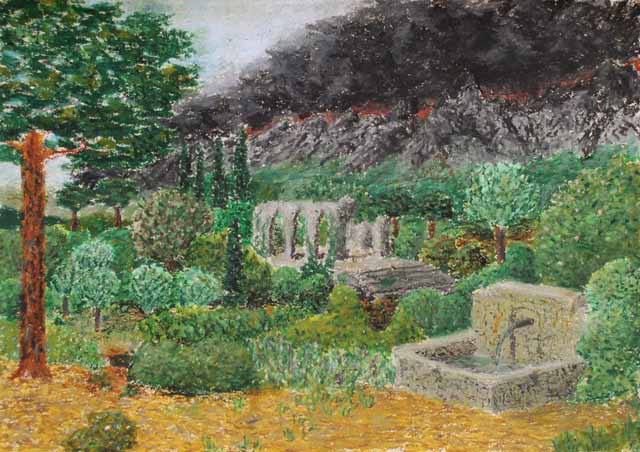
Итилиэн на иллюстрации художника Матея Кадиля

Итилиэн (синд. Ithilien, «лунные земли»; иначе Итилия или Итилиен) — в легендариуме Дж. Р. Р. Толкина приграничный край между Андуином и горами Эфель Дуат, всегда принадлежавший Гондору. Название связано со сложившимся при основании делением Гондора на феод Исильдура (Итилиэн) и феод Анариона (Анориэн).

## История Итилиэна
Во Вторую Эпоху и первую половину Третьей Эпохи, когда Гондор был силён, а Мордор безлюден, Итилиэн являлся процветающими землями, с большим количеством садов и лесов.
Главным городом этих земель являлась крепость Минас Итиль, в 2002 году Т. Э. захваченная назгулами Саурона и переименованная в Минас Моргул. После этого население Итилиэна большей частью перебралось за Андуин, подальше от зловещего оплота Кольценосцев. Во время Бдительного Мира Итилиэн вновь был заселён, но в 2475 году Т. Э. мир был нарушен, и орки опустошили провинцию. И хотя впоследствии они были отброшены к Моргульской долине, набеги войск Саурона на Итилиэн более никогда не прекращались вплоть до Войны Кольца. Несколько столетий спустя набеги продолжались, и в связи с усиливающейся опасностью многие жители покинули Итилиэн, а когда в 2954 году Ородруин пробудился после тысячелетнего сна, Итилиэн оставили последние земледельцы. На территории Итилиэна оставались лишь нерегулярные отряды итилиэнских разведчиков (или итилиэнских следопытов), чьи лагеря были расположены в потайных местах, таких, как Хеннет-Аннун, построенный вскоре после 2901 года (именно таким отрядом командовал сын Наместника Гондора Фарамир).
После завершения Войны Кольца король Элессар отдал Итилиэн во владение Наместнику Фарамиру, чьи полномочия он подтвердил, возведя его в княжеское достоинство. Административным центром Итилиэна стал замок нового князя — Эмин Арнен (Минас Моргул по указанию короля был разрушен до основания и после этого никогда не заселялся).
В Четвёртую Эпоху Итилиэн оставался под властью своих князей, чья линия вела от Фарамира и его жены Эовин (Белой девы Итилиэна).
Эльфы сыграли большую роль в восстановлении Восточного Гондора. Некоторые из них под руководством принца Леголаса, сына короля Трандуила, переселились из Лихолесья в Итилиэн, и «он стал вновь прекраснейшим краем во всех восточных землях», пока спустя некоторое время они не ушли за Море. Их поселение просуществовало около ста лет — до смерти короля Элессара в 120 году Ч. Э.

## География Итилиэна

### Хеннет Аннун
Хеннет Аннун был скрытым форпостом Гондора в Северном Итилиэне, основанным, как и все скрытые убежища, по приказу наместника Турина II вскоре после опустошения Итилиэна около 2901 года Т. Э.
Хеннет Аннун (название с синдарина переводится как «Окно заката») состоял из пещеры, заканчивающейся «окном занавесом», «прекраснейшим из водопадов Итилиэна». Пещера изначально была сотворена водой, которая низвергалась из «закатного окна». Но этот поток впоследствии был отведён мастерами Гондора и все входы были замурованы, за исключением одного у края глубокого бассейна и водопада.
Во время Войны Кольца Фарамир, сын наместника Дэнетора II, использовал Хеннет Аннун в качестве партизанской базы. Здесь он принял хоббитов Фродо Бэггинса и Сэма Гэмджи.

### Эмин Арнен
Эмин Арнен представляет собой серию холмов в центре Итилиэна, к югу от Осгилиата. Название «Эмин Арнен» — смешанного происхождения (в переводе с квенья и синдарина — «холмы-у-воды», что указывает на близость к Великой реке Андуину). Именно отсюда был родом Хурин, основатель рода наместников (Дом Хурина из Эмин Арнен), потомки которого становились наместниками Гондора. Прямыми потомками Хурина были Дэнетор II, последний правящий Наместник Гондора, и его сыновья — Боромир и Фарамир (сохранивший данное достоинство при короле Эллесаре). После Войны Кольца Эмин Арнен стал уделом Фарамира, князя Итилиэна и Наместника короля Элессара.

## Следопыты Итилиэна
Следопыты Итилиэна (англ. Rangers of Ithilien), также известные как Следопыты Юга (англ. Rangers of the South) и Следопыты Гондора (англ. Rangers of Gondor) — элитные отряды южных воинов-дунэдайн, которые производили разведку и охраняли Итилиэн. Впервые эта группа была сформирована в конце XXIX столетия Т. Э. по приказу Наместника Гондора, поскольку в Итилиэн часто стали  проникать враги из Мордора и Минас Моргула. Одной из главных баз следопытов был Хеннет Аннун (в переводе с синдарина — «окно заката»).
Эти следопыты были потомками тех, кто жил в Итилиэне до вторжения в него врагов и, в более отдалённой ретроспективе, — потомками древних нуменорцев. Как и их дальние родственники, следопыты Севера, следопыты Итилиэна больше говорили на синдарине (или на одном из его диалектов), чем на всеобщем языке (вестроне). Следопыты прекрасно владели такими видами оружия, как луки, копья и мечи. Их прекрасно маскирующая зелёно-коричневая одежда помогала им в их боевых и разведывательно-диверсионных операциях, которые в основном заключались в пересечении Андуина и дальнейшем отслеживании крупных и уничтожении небольших отрядов врага на оккупированной территории в стиле, сильно напоминающем партизанскую войну .
Во время, описанное в «Двух крепостях», следопытов Итилиэна возглавлял Фарамир, младший сын Наместника Дэнетора. Позже следопыты участвовали в обороне Каир Андроса и Осгилиата, часть — в обороне Минас Тирита. Отряд следопытов во главе с соратниками Фарамира Дамродом и Маблунгом во время похода армии Гондора и Рохана к Мораннону обнаружил и уничтожил засаду харадрим и истерлингов.
В Четвёртую Эпоху большинство следопытов Юга, предположительно, стали членами Белого отряда — личной гвардии Фарамира, ставшего с воцарением Арагорна первым удельным князем Итилиэна.